# Trididemnum auriculatum
Trididemnum auriculatum är en sjöpungsart som beskrevs av Wilhelm Michaelsen 1919. Trididemnum auriculatum ingår i släktet Trididemnum och familjen Didemnidae.
Artens utbredningsområde är Södra Ishavet. Inga underarter finns listade i Catalogue of Life.